# Oliver Sin
Pour les articles homonymes, voir Sin.
Olivér Gádor Sin (Budapest, 18 mai 1985) est un peintre hongrois.

## Biographie
Il est allé au lycée à Dunakeszi. Il a étudié les beaux-arts plus tard à l'Université de Hongrie occidentale à Szombathely.

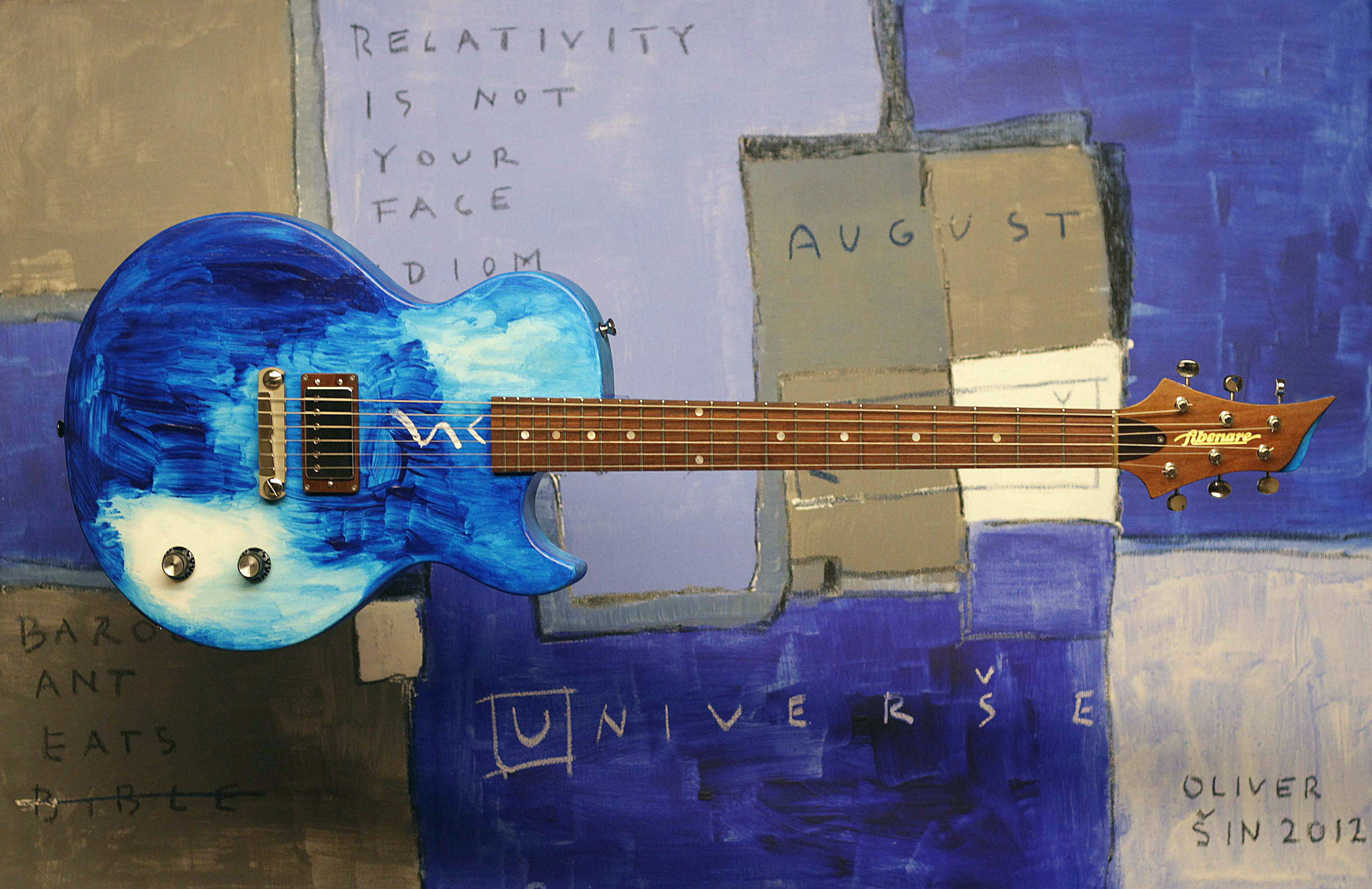